# Pterygotrigla multipunctata
Pterygotrigla multipunctata är en fiskart som beskrevs av Yatou och Yamakawa, 1983. Pterygotrigla multipunctata ingår i släktet Pterygotrigla och familjen knotfiskar. Inga underarter finns listade i Catalogue of Life.